# ماني محمود الهنيدي

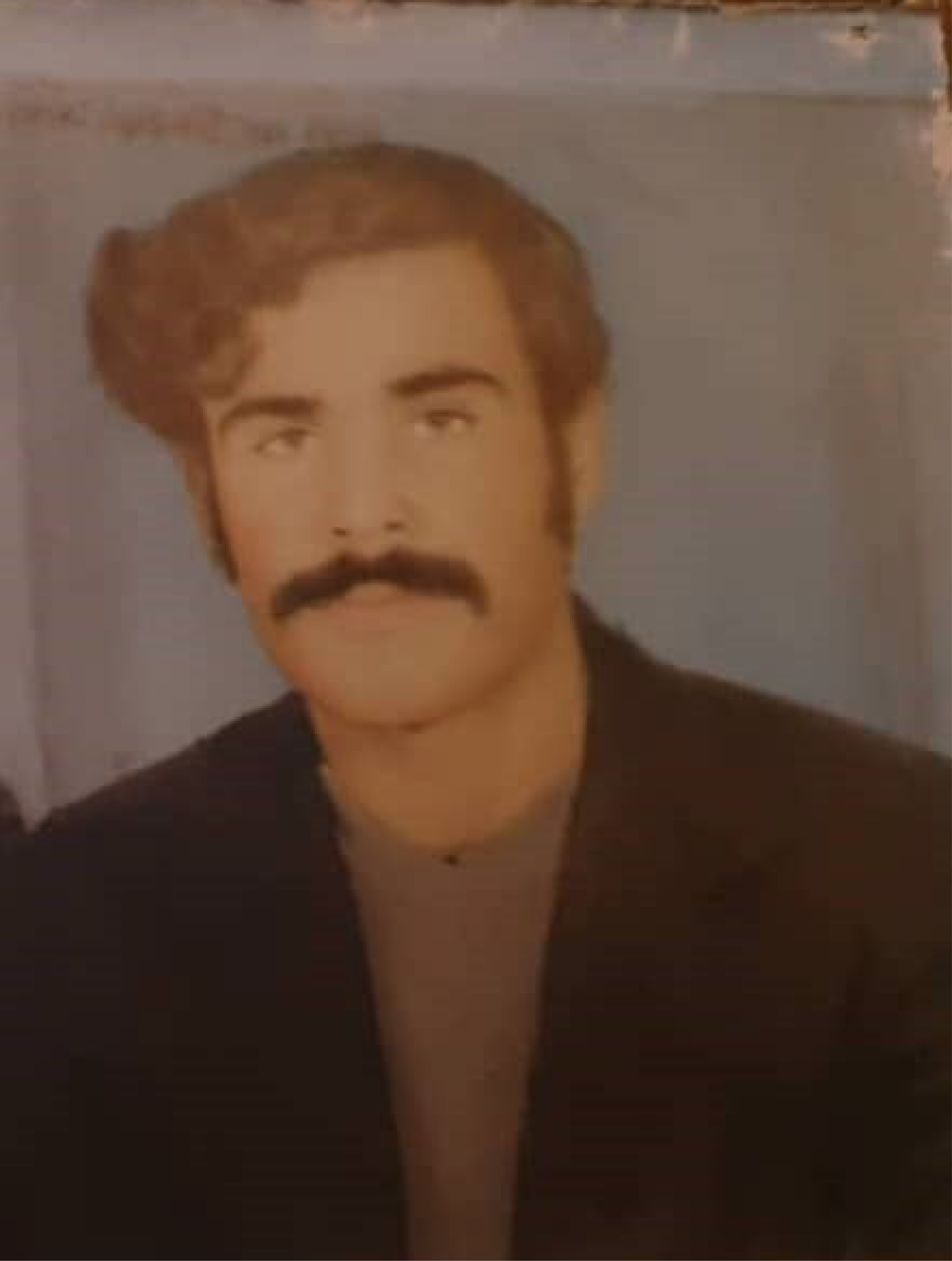

ماني محمود الهنيدي هو ضابط سوري من أبناء محافظة دير الزور، ينتمي إلى عشيرة البكير، ويُعد من الشخصيات البارزة في أحداث ما يُعرف بـ"حادثة مدرسة المدفعية في حلب" عام 1979، التي شكلت نقطة تحوّل في تاريخ سوريا الحديث. وهو ابن الشيخ محمود الهنيدي، وأخو الشيخ عبود محمود الهنيدي (أبو درغام)، شيخ عشيرة البكير الحالي.

## الخلفية
شهدت سوريا خلال فترة حكم الرئيس حافظ الأسد حالة من القمع السياسي والتضييق على الحريات، تميزت بسيطرة الأجهزة الأمنية وهيمنة حزب البعث العربي الاشتراكي على مفاصل الدولة. وازداد التوتر بين النظام والمعارضة الإسلامية، ولا سيما جماعة الإخوان المسلمين، ما أدى إلى تصعيد في المواجهات بين الطرفين.

## حادثة مدرسة المدفعية
في يوم السبت الموافق 16 حزيران / يونيو 1979، وقعت حادثة استهدفت مدرسة المدفعية في مدينة حلب، وأسفرت عن مقتل عشرات الضباط من الطائفة العلوية. وقد اعتُبرت هذه الحادثة من أكبر العمليات العسكرية ضد النظام السوري في تلك الفترة.

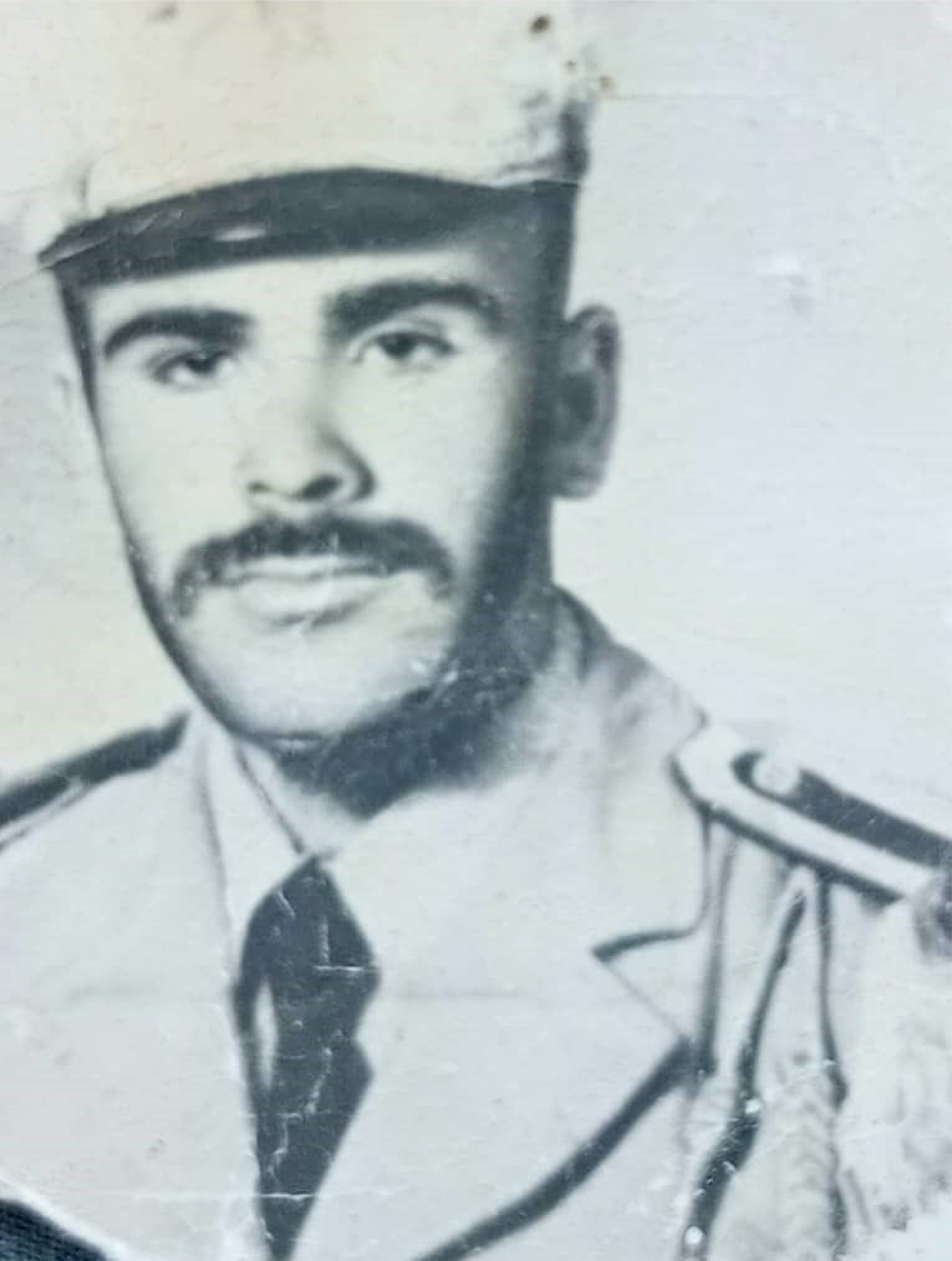

ووفق مصادر متعددة، تم اتهام كل من النقيب إبراهيم اليوسف، والضابط ماني محمود الهنيدي، والطالب الضابط يحيى النجار بالتخطيط والتنفيذ للعملية. وقد تمكن النقيب إبراهيم اليوسف من الفرار، بينما أُلقي القبض على الهنيدي والنجار.

## المحاكمة والإعدام
بعد التحقيق، أنشأ النظام السوري محكمة ميدانية سريعة حكمت بالإعدام على الهنيدي والنجار، ونُفذ الحكم خلال فترة قصيرة. وتشير روايات محلية إلى أن النظام قام بجمع ضباط وطلاب من أبناء دير الزور لحضور تنفيذ الحكم بهدف بث الرعب في المجتمع المحلي، نظراً لانتماء المحكومين إليه.
تفيد الشهادات بأن ماني محمود الهنيدي واجه تنفيذ الحكم بثبات، وردد قبل إطلاق النار عليه عبارات مناوئة للنظام، من أبرزها:
"أنتم نظام مجرم وستداسون بالأقدام"
ثم نطق الشهادة، وتلقى وابلاً من الرصاص دون أن يسقط على الفور، ما جعل من مشهد إعدامه لحظة مؤثرة ومتداولة بين شهود تلك المرحلة.

## التأثير والنتائج
أدت حادثة مدرسة المدفعية إلى تصعيد النظام لحملته ضد المعارضة في سوريا، واندلعت إثرها موجة من الاعتقالات والمجازر في عدة مدن، أبرزها حماة وتدمر، وشكلت بداية فترة تُعرف بـ"الحقبة السوداء" من القمع السياسي.
كما تعرضت عائلة الهنيدي، وخاصة في قرية الحريجية، إلى تضييق أمني ومعنوي واسع النطاق من قبل النظام السوري، إذ تم منعهم لعقود من تولي مناصب أو التوظيف في مؤسسات الدولة، بسبب صلة القرابة بالضابط ماني الهنيدي.

## الإرث والذكرى
يُعتبر ماني محمود الهنيدي من الرموز المقاومة للنظام السوري في نهاية السبعينات، وقد خُلّدت سيرته في ذاكرة أبناء دير الزور، وخاصة أبناء عشيرته، كرمز للشجاعة والتضحية. ويُستذكر عادة على لسان المعاصرين له بوصفه رجلاً مقدامًا، هادئًا، شديد الكرم، مخلصًا لوطنه، ومؤمنًا بقضيته.